# Delta (Ohio)

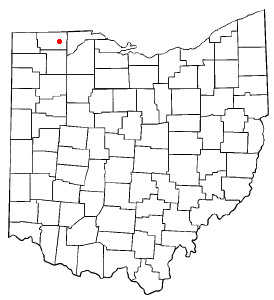
Delta na planie stanu Ohio

Delta – wieś w USA, Hrabstwo Fulton (Ohio) w stanie Ohio. Miejscowość została założona w 1834.
W roku 2010, 27,7% mieszkańców było w wieku poniżej 18 lat, 8,9% było w wieku od 18 do 24 lat, 25,8% było od 25 do 44 lat, 25,4% było od 45 do 64 lat, a 12,2% było w wieku 65 lat lub starszych. We wsi było 48,4% mężczyzn i 51,6% kobiety.
Liczba mieszkańców w 2010 roku wynosiła 3103.